# Mittelbach (Autenbach)
Der Mittelbach ist ein linker Zufluss des Autenbachs im Landkreis Aschaffenburg im bayerischen Spessart.

## Geographie

### Verlauf
Der Mittelbach entspringt im Mittelborn südöstlich von Waldaschaff im Waldaschaffer Forst. Er verläuft durch den Mittelgrund in nordwestliche Richtung, betreibt ein Miniaturmühlrad und fließt zwischen dem Kauppen links und dem Römmelberg rechts nach Waldaschaff, das sich längs der Mittelthalstraße einen halben Kilometer in sein unteres Tal hochzieht. Dort mündet er in den Autenbach.
Der Bach läuft fast von seiner Quelle an von Ufergehölz begleitet durch ein Wiesental zwischen meist ab dem mittleren Hang bewaldeten Bergen.

### Einzugsgebiet
Der Mittelbach hat ein Einzugsgebiet von etwa 3,4 km², das sich von seinem höchsten Punkt auf der Weißensteiner Höhe auf 482 m ü. NHN mehr als 4 km nach Nordwesten zur Mündung auf etwa 210 m ü. NHN in Waldaschaff erstreckt. Die rechte Wasserscheide verläuft gegen den Autenbach, jenseits des Nordausläufers Eichhöhe (472 m ü. NHN) der Weißensteiner Höhe entsteht im Osten des Mittelbach-Ursprungs die Hafenlohr. Die sehr nahe linke Wasserscheide trennt vom Tal der Kleinaschaff.

### Flusssystem Aschaff
- Liste der Fließgewässer im Flusssystem Aschaff